# Gilbert Houngbo

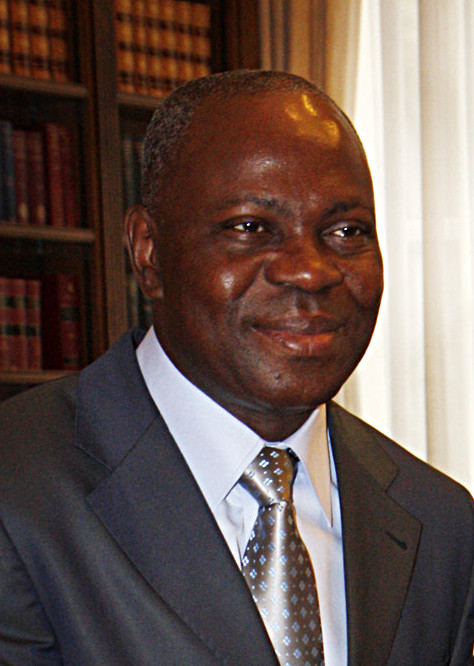
Gilbert Houngbo (2010)

Gilbert Fossoun Houngbo (* 4. Februar 1961) ist ein togoischer Politiker und war von 2008 bis 2012 Ministerpräsident Togos. Nach Tätigkeiten bei verschiedenen UN-Organisationen ist er seit 2017 Vorsitzender der UN-Unterorganisation UN-Wasser und Präsident des Internationalen Fonds für landwirtschaftliche Entwicklung (IFAD).

## Karriere
Houngbo studierte an der Universität Lomé Betriebswirtschaftslehre, außerdem schloss er ein Aufbaustudium (DESS) in Finanz- und Rechnungswesen an der Universität Quebec in Trois-Rivières ab. Nach seinem Studium war er für die Prüfungs- und Beratungsgesellschaft PricewaterhouseCoopers in Kanada tätig, sein Schwerpunkt lag hier auf öffentlichen Unternehmen und Verwaltungen. Er ist Mitglied des kanadischen Institutes für Wirtschaftsprüfer (Canadian Institute of Chartered Accountants).
Ab 2003 arbeitete Houngbo zuerst im strategischen Management des Entwicklungsprogramms der Vereinten Nationen (UNDP) als Direktor für Finanzen und Verwaltung, zum Jahresende 2005 ernannte ihn der damalige UN-Generalsekretär Kofi Annan zum Stabschef des UNDP für die Länder des subsaharischen Afrikas.
Am 7. September 2008 wurde Houngbo durch den togoischen Präsidenten Faure Gnassingbé in das Amt des Ministerpräsidenten berufen. Er folgte Komlan Mally, der sein Amt am 5. September 2008 niederlegte.
Am 15. September ernannte Houngbo seine neue Regierung. Im Amt des Außenministers löste Kofi Esaw, der bis dahin Botschafter Togos bei der Afrikanischen Union in Addis Abeba war, Léopold Gnininvi ab der zum Staatsminister für Industrie und Handwerk ernannt wurde. Houngbos Vorgänger im Amt des Ministerpräsidenten wurde zum Minister für Gesundheit ernannt., die meisten weiteren Schlüsselministerien erfuhren keine Änderungen. Houngbo stellte in der Nationalversammlung vom 16. September 2008 sein Grundsatzprogramm vor und wurde mit den Stimmen der Regierungspartei RPT als Premierminister gebilligt, die Oppositionspartei UFC stimmte gegen die neue Regierung Houngbos, die Abgeordneten des CAR enthielten sich bei der Abstimmung.
Houngbo reichte nach Demonstrationen gegen die von seiner Regierung geplante Wahlrechtsreform am 11. Juli 2012 seinen Rücktritt ein.
Im Februar 2013 wurde Houngbo zum stellvertretenden Generaldirektor der Internationale Arbeitsorganisation (ILO) ernannt.
Am 14. Februar 2017 erfolgte seine Wahl zum Präsidenten des Internationalen Fonds für landwirtschaftliche Entwicklung (IFAD) in Rom; er hat dieses Amt seit dem 1. April 2017 inne.
Am 25. März 2022 wurde Gilbert Houngbo zum Generaldirektor der Internationalen Arbeitsorganisation (ILO) gewählt und wird sein Amt am 1. Oktober 2022 antreten. Gilbert Houngbo ist der erste Togoer und die erste Person afrikanischer Herkunft, die in diese Position berufen wurde.

## Positionen
Houngbo ist Mitglied der International Gender Champions, die sich für Geschlechtergleichstellung in nationalen und internationalen Organisationen einsetzt.